# Słotwiny Arena w Krynicy
Słotwiny Arena w Krynicy – ośrodek narciarski i rowerowy położony w Słotwinach, dzielnicy Krynicy-Zdroju, w Beskidzie Sądeckim na południowo-wschodnim zboczu Drabiakówki (ok. 896 m n.p.m). Drabiakówka znajduje się na bocznym grzbiecie Pasma Jaworzyny, który w tym miejscu opadając w kierunku Przełęczy Krzyżowej (ok. 770 m) oddziela Słotwiny od osiedla Czarny Potok. Tuż obok Słotwiny Arena (na północny zachód) znajduje się Kompleks Narciarski Słotwiny w Krynicy, również na zboczu tego samego grzbietu.
Latem działa Bike Park z 4 trasami rowerowymi oraz Wieża widokowa ze ścieżką w koronach drzew.

## Wyciągi
W skład kompleksu wchodzą:
- (1)Stok Główny Słotwiny Arena z Doppelmayr, 6-osobowym wyciągiem krzesełkowym Doppelmayr z przesłonami przeciwwiatrowymi o długości 780 m i przepustowości 3000 osób na godzinę (czas przejazdu – 2,5 minuty),
- (3) „Słotwinka” – 6-osobowy wyciąg krzesełkowy z przesłonami przeciwwiatrowymi Doppelmayr o długości 390 m i przepustowości 3000 osób na godzinę (czas przejazdu – 1,5 minuty),
- (2) wyciąg Sunkids (taśma narciarska) dla dzieci o długości 86 m (czas przejazdu – 1,5 minuty) wraz z „Zimowym placem zabaw Kubuś-Ski”.

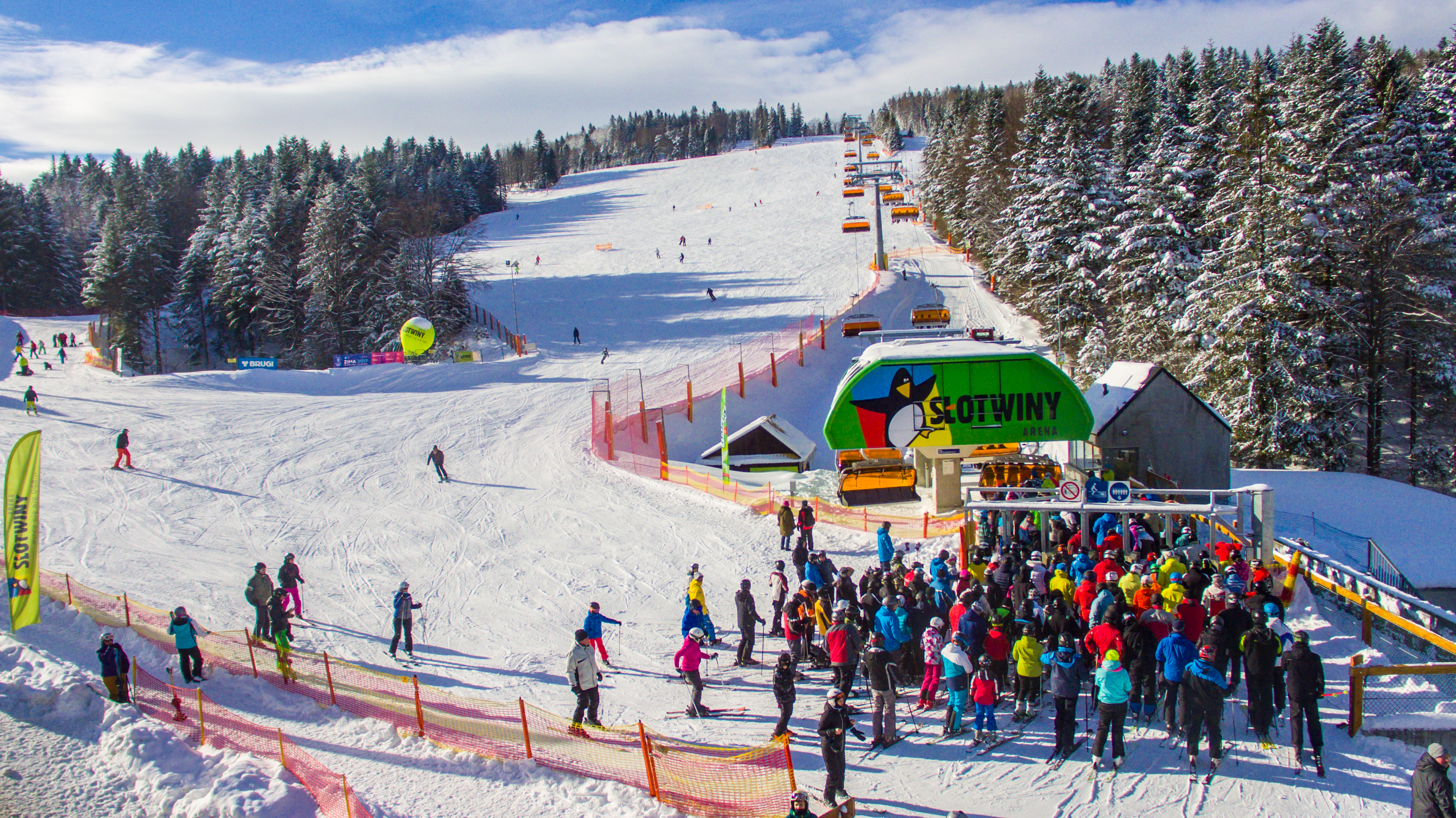
stok główny Słotwiny Arena

## Trasy
| Nazwa trasy      | Trudność  | Start            | Start                 | Meta             | Meta                  | Dłu- gość (m) | Prze- wyż- sze- nie (m) | Na- chy- le- nie (%) | Oś- wie- tle- nie | Sztucz- ne naśnie- żanie | Homologacja FIS | Homologacja FIS | Uwagi                                            |
| Nazwa trasy      | Trudność  | nazwa            | wyso- kość (m n.p.m.) | nazwa            | wyso- kość (m n.p.m.) | Dłu- gość (m) | Prze- wyż- sze- nie (m) | Na- chy- le- nie (%) | Oś- wie- tle- nie | Sztucz- ne naśnie- żanie | numer           | ważna do        | Uwagi                                            |
| ---------------- | --------- | ---------------- | --------------------- | ---------------- | --------------------- | ------------- | ----------------------- | -------------------- | ----------------- | ------------------------ | --------------- | --------------- | ------------------------------------------------ |
| 1 FIS            | czerwona  | górna stacja (1) | 863                   | dolna stacja (1) | 700                   | 880           | 164                     | 19                   | tak               | tak                      | 12493/11/17     | 2027-11-01      | wzdłuż (1)                                       |
| 3 1a             | czerwona  | górna stacja KK  | 863                   | dolna stacja KK  | 780                   | 300           | 85                      | 28                   | tak               | tak                      |                 |                 | wzdłuż (1) po drugiej stronie względem trasy FIS |
| 2 Dookoła świata | niebieska | górna stacja (1) | 863                   | dolna stacja (1) | 700                   | 1650          | 164                     | 10                   | nie               | nie                      |                 |                 |                                                  |
| 2a Na polanie    | niebieska | górna stacja (1) | 863                   | dolna stacja (1) | 700                   | 1350          | 164                     | 12                   | nie               | nie                      |                 |                 |                                                  |
| 3                | czerwona  | górna stacja (1) | 963                   | dolna stacja (1) | 700                   | 880           | 164                     | 19                   | tak               | tak                      |                 |                 |                                                  |
| 4                | niebieska | górna stacja (1) | 963                   | dolna stacja (1) | 700                   | 900           | 163                     | 18                   | nie               | nie                      |                 |                 |                                                  |
| 5                | niebieska | górna stacja (3) |                       | dolna stacja (3) |                       | 400           | 94                      | 23                   | nie               | nie                      |                 |                 |                                                  |
| 6                | niebieska | górna stacja (3) |                       | dolna stacja (3) |                       | 560           | 94                      | 17                   | nie               | nie                      |                 |                 |                                                  |
| 7                | zielona   | górna stacja (2) |                       | dolna stacja (2) |                       | 90            | 10                      | 11                   | tak               | tak                      |                 |                 | wzdłuż taśmy                                     |
| 8                | niebieska | połowa stoku (3) |                       | dolna stacja (3) |                       | 200           | 20                      | 10                   | nie               | tak                      |                 |                 |                                                  |
| 9                | niebieska | górna stacja (3) | 770                   | dolna stacja (3) | 676                   | 550           | 94                      | 17                   | nie               | tak                      |                 |                 |                                                  |
| 10               | niebieska | górna stacja (3) | 770                   | dolna stacja (3) | 676                   | 300?          | 45                      | 15                   | nie               | nie                      |                 |                 |                                                  |

W ofercie znajduje się ponad 8 km tras zjazdowych o różnym stopniu trudności. Wszystkie trasy są sztucznie naśnieżane, ratrakowane. Oświetlona trasa nr 1 i 2
Stacja jest członkiem Stowarzyszenia Polskie stacje narciarskie i turystyczne.

## Bike Park
Bike Park Słotwiny Arena to park rowerowy działający w okresie wiosna--lato-jesień na terenie stacji narciarskiej Słotwiny Arena w Krynicy-Zdrój. 
Bike Park to cztery jednokierunkowe trasy o różnym stopniu trudności: trasa zielona, dwie niebieskie i trasa czerwona. Dostępny jest serwis rowerowy z wypożyczalnią oraz myjka dla rowerów. W sumie to 10 km utwardzonych i oznakowanych tras
- Gałgan – niebieska jednokierunkowa, górska trasa rowerowa o długości 2400 m i spadku 7,5% przeznaczona dla średnio zaawansowanych kolarzy górskich. Jest to flowtrail z nawierzchnią zagęszczoną. Znajdziemy na niej płynne bandy, muldy, stoliki step up’y oraz stepdown’y. Górna część trasy prowadzi przez las, a następnie przechodzi w płynną ścieżkę wzdłuż drogi prowadzącej na szczyt góry Drabiakówki i do Wieży widokowej. Każdy element trasy można przeskoczyć lub bezpiecznie przejechać.Ścieżka jest rekomendowana średnio zaawansowanym kolarzom górskim, posiadającym umiejętności pewnego skręcania, hamowania, pokonywania muld oraz band i podstaw skakania na rowerze górskim.
- Dookoła Świata – trasa zielona to jednokierunkowa, zjazdowa, utwardzona ścieżka enduro o długości 3100 metrów i spadku 5%. Poprowadzona została przez las i polany. Trasa jest bardzo krajobrazowa – jadąc nią można podziwiać przepiękne widoki. Nie ma na niej żadnych korzeni ani kamieni. Trasa posiada bezpiecznie bandy, muldy i niewielkie hopki 2-4 metra (które można bezpiecznie przejechać) oraz mostek. Trasa rekomendowana jest początkującym kolarzom górskim.
- Dzida – to czerwona zjazdowa ścieżka o długości 1500 metrów i średnim spadku 11%. W większej części została zbudowana w oparciu o naturalne podłoże, więc można na niej spotkać przeszkody kamienie i korzenie i ścianki. W górnej części trasy zakręty oraz skocznie zostały wykonane za pomocą koparki. Wszystkie skocznie posiadają chicken line’y (objazdy). Dolna część trasy prowadzi przez wąwóz. Ścieżka wije się po naturalnie ukształtowanym terenie. Jest wąska i gdzieniegdzie prowadzi po stromych zboczach, co dodaje jej pikanterii, a także wzbudza czujność.Trasa rekomendowana jest zaawansowanym rowerzystom, którzy dobrze panują nad rowerem, potrafią skutecznie hamować, płynnie skręcać, a także pokonywać przeszkody typu korzenie, ścianki, trawersy.
- Kometa – niebieska jednokierunkowa, górska trasa rowerowa o długości 2300 m i spadku 8% przeznaczona dla średnio zaawansowanych kolarzy górskich. Ścieżka jest rekomendowana średnio zaawansowanym kolarzom górskim, posiadającym umiejętności pewnego skręcania, hamowania, pokonywania muld oraz band i podstaw skakania na rowerze górskim.

## Pozostała infrastruktura
Przy dolnej stacji wyciągu krzesełkowego znajdują się:
- szkoła narciarska
- serwis sprzętu narciarskiego i rowerowego
- wypożyczalnia sprzętu narciarskiego i rowerowego
- przechowalnia sprzętu narciarskiego
- sklep z akcesoriami rowerowymi
- punkty gastronomiczne
- parking
- Snow Park

## Operator
Operatorem kompleksu jest Słotwiny Arena Sp. z o.o., która tworzy Grupę Pingwina skupiającą pięć całorocznych obiektów narciarsko-rowerowych, które znajdują się w Beskidach (Słotwiny Arena w Krynicy-Zdrój, Skolnity Ski&Bike w Wiśle, Czarny Groń w Rzykach, Kasina Ski&Bike w Kasinie Wielkiej) oraz na Mazurach (Kurza Góra w Kurzętniku).

## Historia
Spółka została zarejestrowana w KRS w 2002 roku. Wyciąg krzesełkowy został uruchomiony w 2006 roku.
Do 2015 roku Ośrodek nazywał się „Centrum Narciarskie Azoty” i był najpierw własnością Tarnowskich Zakładów Azotowych zlokalizowanych w Tarnowie przy ul. Lelewela 1/17, a później Towarzystwa Narciarskiego „Mościce”. Przez pewien czas operatorem ośrodka było Przedsiębiorstwo Sportowo-Turystyczne „Słotwiny” Sp. z o.o. W 2015 roku od początku sezonu 2015/2016 ośrodek jest zarządzany przez Słotwiny Arena Sp. z o.o. i działa pod nazwą „Słotwiny Arena” i adresem internetowym www.slotwinyarena.pl.
Na sezon 2017/2018 wymieniono 3 osobową kolej krzesełkową niewyprzęganą na 6 osobową kolej krzesełkową z przesłonami przeciwwiatrowymi. Na początku sezonu 2018/2019 oddano do użytku w stacji drugi wyciąg krzesełkowy „Słotwinka”. W sierpniu 2019 roku oddano do użytku Wieżę widokową wraz ze ścieżką edukacyjno-przyrodniczą.
W sierpniu 2020 otwarto pierwszą, niebieską trasę rowerową enduro typu flow w Bike Parku.
W lutym 2021 otwarto Snow Park z 21 przeszkodami na powierzchni 400 metrów.